# Coenagriocnemis
Coenagriocnemis is een geslacht van libellen (Odonata) uit de familie van de waterjuffers (Coenagrionidae).

## Soorten
Coenagriocnemis omvat 4 soorten:
- Coenagriocnemis insulare (Selys, 1872)
- Coenagriocnemis ramburi Fraser, 1950
- Coenagriocnemis reuniense (Fraser, 1957)
- Coenagriocnemis rufipes (Rambur, 1842)